# Sungurlare
Sungurlare (bulgariska: Сунгурларе) är en ort i regionen Burgas i sydöstra Bulgarien. Orten ligger i en dalgång, 80 kilometer nordväst om Burgas och 25 kilometer väster om Karnobat. Sungurlare hade 2 978 invånare (2018).
Området kring Sungurlare har varit bebott sedan antiken. Den nuvarande staden nämns först i de osmanska skatteregistren från 1500-talet. Staden är ett centrum för vintillverkningen i området och har en lång tradition i att tillverka bulgariska viner.